# Isaar (Töpen)

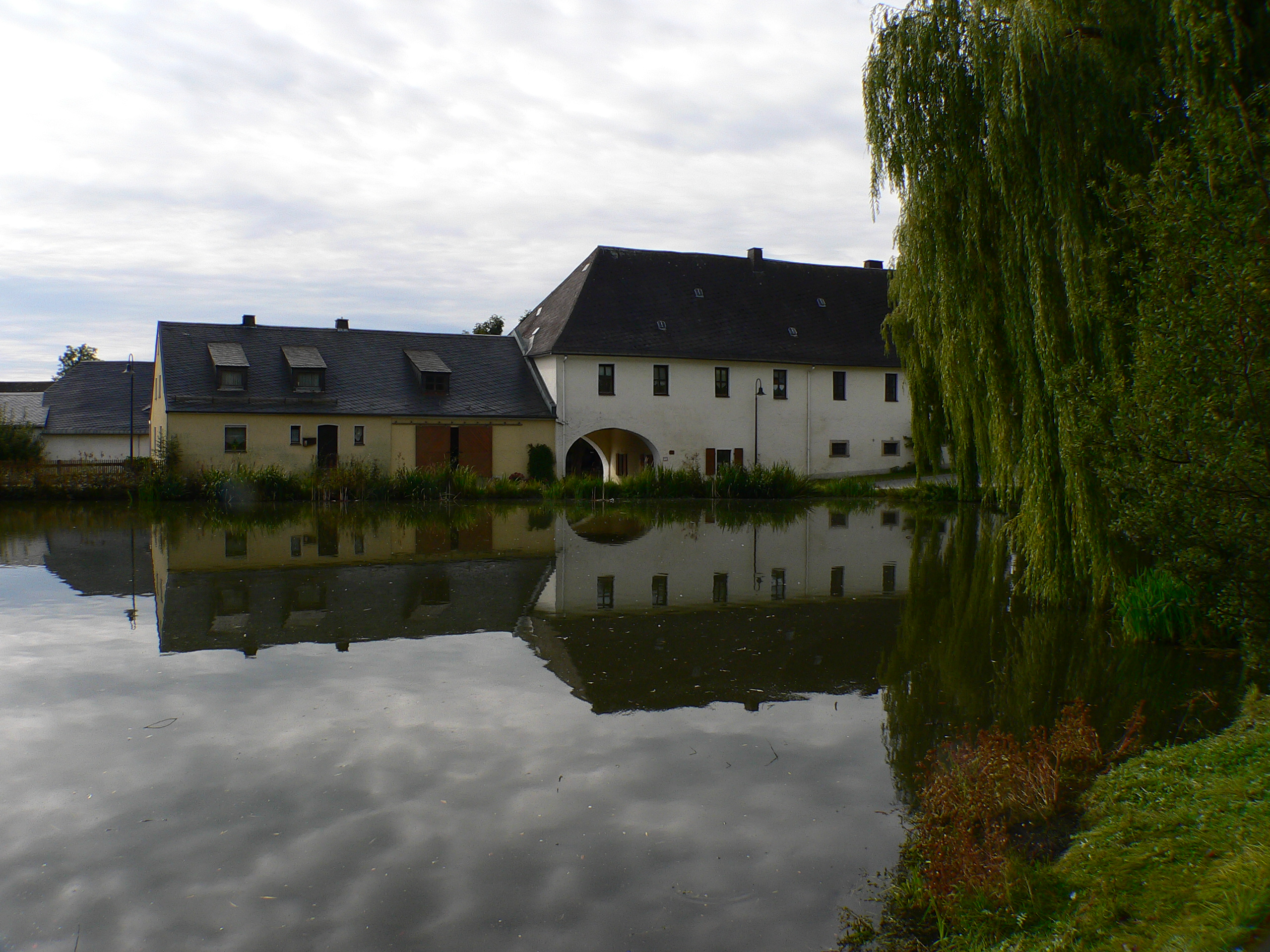
Herrensitz in Isaar

Isaar ist ein Gemeindeteil der Gemeinde Töpen im Landkreis Hof (Oberfranken, Bayern).

## Lage
Das Kirchdorf Isaar befindet sich südwestlich von Töpen und ist über die Bundesstraße 2 und die Kreisstraße HO 2 verkehrsmäßig erreichbar. Zudem liegt die Gemarkung in einer landwirtschaftlich genutzten höheren Ebene der Mittelgebirgslandschaft zwischen dem Thüringer Schiefergebirge, dem Saaletal und dem Frankenwald.

## Geschichte
In Isaar befand sich ein Vorwerk der Ritter von Zedtwitz, welches der ursprünglichen Burg von Zedtwitz vorgelagert war. Die kleine Pfarrkirche Isaar begann als Kapelle und beherbergt einen Kanzelaltar sowie mehrere Epitaphe der von Zedtwitz.
Am 1. Januar 1972 wurde Isaar in die Gemeinde Töpen eingegliedert.

## Sehenswürdigkeiten
In die amtliche Liste der Baudenkmäler in Isaar sind der Wirtschaftshof eines ehemaligen Rittersitzes (Vierseitanlage, Wohn- und Stallbau, 17./18. Jahrhundert) sowie die Pfarrkirche, ein Saalbau mit Chorturm von 1749 über spätmittelalterlichem Kern, eingetragen.